# Юровка (Винницкая область)
Ю́ровка (укр. Юрівка) — село на Украине, находится в Казатинском районе Винницкой области.
Код КОАТУУ — 0521487803. Население по переписи 2001 года составляет 672 человека. Почтовый индекс — 22112. Телефонный код — 4342.
Занимает площадь 1,45 км².

## Адрес местного совета
22112, Винницкая область, Казатинский р-н, с.Юровка, ул.Октябрьская, 1

## История
В XIX веке село Юровка было в составе Махновской волости Бердичевского уезда Киевской губернии. В селе была Рождество-Богородицкая церковь.